# Semestre bianco

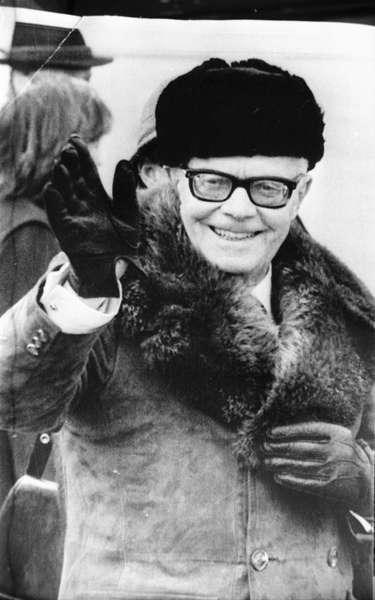
Fotografia del Presidente della Repubblica Sandro Pertini inviata dal quotidiano Il Tempo, utilizzata per l'articolo Semestre bianco del 4 gennaio 1985

È definito semestre bianco il periodo di tempo corrispondente agli ultimi sei mesi del mandato del Presidente della Repubblica Italiana.
Durante questo periodo al Presidente è preclusa la facoltà di sciogliere le Camere, salvo che gli ultimi 6 mesi del mandato coincidano con gli ultimi 6 mesi della legislatura, secondo l'articolo 88 della Costituzione:
(Costituzione della Repubblica Italiana, articolo 88)
Tale legge è stata concepita per evitare che il Presidente sciolga le Camere a ridosso della scadenza del proprio mandato allo scopo di posticipare l'elezione del proprio successore oppure di rimuovere un parlamento non favorevole alla propria rielezione o all'elezione di un candidato avente il suo sostegno. 

## Eccezioni
Originariamente il testo costituzionale non prevedeva eccezioni; infatti il secondo comma così recitava: 
Durante la presidenza di Francesco Cossiga, tuttavia, ci si sarebbe trovati nella situazione in cui il Presidente non avrebbe potuto sciogliere le Camere nonostante fosse giunta la regolare scadenza della legislatura: il mandato del presidente sarebbe cessato infatti il 3 luglio 1992, mentre la X legislatura sarebbe giunta alla sua scadenza naturale il giorno prima, il 2 luglio dello stesso anno. 
Tale occasione stimolò il processo che portò alla modifica del secondo comma dell'articolo 88 della Costituzione con la legge costituzionale del 4 novembre 1991 n.1, che permette lo scioglimento delle Camere anche durante il semestre bianco qualora esso coincida con gli ultimi sei mesi della legislatura.